# Фёдоров, Иван Андреевич
Ива́н Андре́евич Фёдоров (27 июня 1923 — 1944) — советский гвардии сержант, участник Великой Отечественной войны, Герой Советского Союза (1943).

## Биография
Родился 27 июня 1923 года в слободе Морквино (сейчас это Чернянка, Морквино — один из микрорайонов посёлка Чернянка Белгородской области) Чернянской волости Новооскольского уезда Курской губернии в семье рабочего. Украинец.
В 1937 году окончил Морквинскую семилетку. До мая 1942 года работал путевым рабочим на станции Чернянка, восстанавливал железнодорожные пути после налётов вражеских самолётов.
Был призван в Красную Армию в феврале 1943 года, в действующей армии с июня 1943 года. Комсомолец Иван Федоров воевал на Воронежском и 1-м Украинском фронтах. Наводчик орудия 229-го гвардейского истребительного противотанкового артиллерийского полка 9-й истребительной противотанковой артиллерийской дивизии 47-й армии.
Награждён орденами Красного Знамени, Отечественной войны 2-й степени и Красной Звезды.
Убит в бою 1 мая 1944 года в городе Городенка Станиславской области (сейчас Ивано-Франковская область Украина).